# Joan Francés Tisnèr
Joan Francés Tisnèr va néixer el 1954 a Salias, (França). És un escriptor, compositor occità, especialista de la música electroacústica, de cant i dansa occitans tradicionals i contemporanis de Gascunya. El seu treball és reconegut a Occitània, França, Catalunya, Aragó i Euskadi. Canta com a tenor i toca diversos instruments tradicionals i moderns. La dansa té un paper important en les seves creacions. A més de cançons força «dansables» va crear amb Yves Bernet coreografies com Quate e Choès (1998) per a dansaires, jugadors de bitlles i cantants.
Com activista occitanista, és un dels cofunfadors i copresident de la Confederacion de las Calandretas, escoles immersives occitanes i del 2005 al 2010 el primer president del Collègi Calandreta de Gasconha. Ensenya música occitana al Conservatori Nacional de Música de Tolosa i a la Universitat de Poitiers.

## Biografia
Joan Francés Tisnèr practica la musica tradicional des del 1974. Va estudiar l'harmonia, la direcció coral i la música electroacústica al departament de música de la Facultat de les Lletres de Pau amb Guy Maneveau de 1976 per 1979. De 1976 al 1987, va ser membre del grup de música occitana gascona Canicula.
Del 1982 fins al 1989, va ser cantautor de Subèr Albèrt (folk-rock-humor). De 1985 per 1987, músic del grup de dansa gascona Landeridà i després del va fundar el 1987 el grup Verd e Blu, dedicat a la música tradicional gascona. Membre del grope vocal Manufacture Verbale de 1997 enllà.
Els espectacles dels últims anys són: EBTè! Elèctro Bal Trad en 2018 (projècte en lo quau e convida a Arnau Obiols, percussionista, Jakes Aymonino e Francés Dumeaux (un disc per viéner en 2019), Tralhaires, sur les traces de Felix Arnaudin en 2016, Amontanhada en 2013, Ny'Òc Trobadors també en 2013, Transports Tisnèr S.A. en 2012, Sorrom Borrom o lo saunei deu Gave el 2010 sobre extrèits de l'òbra epica del escrivà Sèrgi Javaloyès, Batahòri un bal el 2008 e l'atemptat coreografic per lo dansant solo Lionel Dubertrand, Rugbi el 2007. També autor, compositor i adobaire.
Va treballar entre d'altres amb Alain Savouret, Groupe de recherche musicale, els grups Perlinpinpin Folk, Pagalhós, Nadau, Jakes Aymonino i La manufacture verbale, (Família) Artús, André Dion.
Al seu llibre Musique et chant en Occitanie el periodista i crític musical Frank Tenaille el descriu com uns dels trenta artistes que des dels anys 1970 van contribuir al renaixement de la llengua i cultura occitanes. El llibre Musiques Occitanes compren moltes referències a l'obra de Tisnès així com tres crítiques dels seus discs.

## Obra

### Discografia
Va produir sis discs compactes com a solista, tres amb Manufactures Verbales i sis amb Verd e Blu així com una trentena de discs com a director artístic. Com a director artístic va treballar entre d'altres amb Canicula, Eths Corbilhuèrs, Manufacture Verbale (cinc discs), la Compagnie Maître Guillaume i d'altres. Per a la Generalitat de Catalunya el 1994 va produir el disc Anem lèu dançar, dedicat a les danses populars de la Val d'Aran.
Solo
- EBTè! (2019)
- Tralhaires, sur les pas de Félix Arnaudin (2018), disc e filme, paisatges sonòrs, cants, contes, ...
- Transports Tisnèr S.A. (2012), un disc inspirat dels diferents mitjans de transport, amb humor i sons naturals recapts per l'artista, amb cançons per dansar i una reflexió sobre la pèrdua d'identitat.[23]
- Sorrom Borrom (2011), sobre un extret del poema èpic Sorrom Borrom o Le rêve du Gave, de Sèrgi Javaloyès (2010)
- 12 recèptas (2004) de J. A. Lespatlut
- Camelicà (1995)

amb Verd e Blu
- Jocs de dança (2010)
- Baladas e danças (2005)
- Musicas per dansar dus (2001)
- Ompra o só? (1996)
- Musicas per dansar (1993)
- Música de Gasconha (1991)